# 1982-es magyar atlétikai bajnokság
Az 1982-es magyar atlétikai bajnokság a 87. bajnokság volt. További versenyszámokkal bővült a bajnokság, férfiaknál visszakerült a kis mezei futás és a csapatversenye, nőknél bekerült a maratoni futás és a csapat maraton. 1983 és 1984-ben nem rendezték meg a téli dobóbajnokságokat.

## Helyszínek
- Téli dobóbajnokság: február 26–27., Népstadion edzőpálya
- mezei bajnokság: április 11., Dunakeszi, lóversenypálya
- maraton: június 27., Pápa
- 50 km-es gyaloglás: augusztus 8., Békéscsaba
- összetett bajnokság: augusztus 14–15., Népstadion
- 20 km-es gyaloglás: augusztus 22., Szolnok, Tiszaliget
- pályabajnokság: augusztus 24–26., Népstadion
- váltóbajnokság: szeptember 25–26., Újpesti Dózsa pálya, Szilágyi u
- férfi 10 000 m, női 3000 m: augusztus 7–8., Debrecen, Oláh Gábor utcai stadion (a vidékbajnokságon rendezték meg)

## Eredmények

### Férfiak
| Versenyszám            | Arany                                                                  | Arany    | Ezüst                                                                  | Ezüst    | Bronz                                                                      | Bronz    |
| ---------------------- | ---------------------------------------------------------------------- | -------- | ---------------------------------------------------------------------- | -------- | -------------------------------------------------------------------------- | -------- |
| 100 m                  | Nagy István Hevesi SE                                                  | 10,41    | Kiss Ferenc Csepel SC                                                  | 10,44    | Kovács Attila Szekszárdi Dózsa                                             | 10,53    |
| 200 m                  | Nagy István Hevesi SE                                                  | 21,02    | Babály László Debreceni MVSC                                           | 21,37    | Kiss Ferenc Csepel SC                                                      | 21,41    |
| 400 m                  | Újhelyi Sándor Újpesti Dózsa                                           | 47,09    | Vasvári Sándor Nyíregyházi VSSC                                        | 47,86    | Bankó Pál Újpesti Dózsa                                                    | 48,02    |
| 800 m                  | Paróczai András Szolnoki MÁV MTE                                       | 1:51,57  | Szabó Zsolt Diósgyőri VTK                                              | 1:51,82  | Szvoboda János Ferencvárosi TC                                             | 1:51,82  |
| 1500 m                 | Sulyok Attila Bp. Spartacus                                            | 3:39,88  | Szvoboda János Ferencvárosi TC                                         | 3:39,90  | Ötvös Imre Újpesti Dózsa                                                   | 3:40,13  |
| 5000 m                 | Szász László Nyíregyházi VSSC                                          | 13:52,75 | Horváth Béla Ferencvárosi TC                                           | 13:53,81 | Májer József Nyíregyházi VSSC                                              | 13:55,27 |
| 10 000 m               | Horváth Béla Ferencvárosi TC                                           | 29:22,4  | Kerékjártó István Újpesti Dózsa                                        | 29:22,6  | Bauer Attila Komlói Bányász                                                | 29:29,4  |
| 4 × 100 m              | Takács István Bankó Pál Bakos György Újhelyi Sándor Újpesti Dózsa      | 40,67    | Fetter György Bagyura Nándor Tatár István Mészáros László Bp. Honvéd   | 41,16    | Telegdy Gyula Bagyura József Tremmel László Menczer Gusztáv Bp. Spartacus  |          |
| 4 × 200 m              | Halász Géza Bankó Pál Bakos György Újhelyi Sándor Újpesti Dózsa SC     | 1:24,29  | Bodó Béla Asztalos Sándor Nagy Miklós Babály László Debreceni MVSC     | 1:26,77  | Mészáros László Süveges Lajos Fetter György Bagyura Nándor Bp. Honvéd      | 1:27,02  |
| 4 × 400 m              | Halász Géza Bankó Pál Bakos György Újhelyi Sándor Újpesti Dózsa        | 3:10,59  | Kovács Gyula Bojtor Gyula Pózner Béla Vasvári Sándor Nyíregyházi VSSC  | 3:13,04  | Asztalos Sándor Nagy Tibor Babály László Nagy Miklós Debreceni MVSC        | 3:13,40  |
| 4 × 800 m              | Molnár Gábor Liczul János Szalai István Zöld László Tatabányai Bányász | 7:26,4   | Gyarmati Mihály Pózner Béla Szász László Oláh Attila Nyíregyházi VSSC  | 7:32,3   | Velczenbach Tibor Horváth Béla Vörös László Szvoboda János Ferencvárosi TC | 7:32,8   |
| 4 × 1500 m             | Molnár Gábor Liczul János Szalai István Zöld László Tatabányai Bányász | 15:09,3  | Oláh Attila Gyarmati Mihály Májer József Szász László Nyíregyházi VSSC | 15:09,5  | Lajkó István Tóth László Kozma Attila Sinkó György Bp. Honvéd              | 15:38,6  |
| 110 m gát              | Bakos György Újpesti Dózsa                                             | 13,92    | Bodó Béla Debreceni MVSC                                               | 14,13    | Simon Balla István Dunaújvárosi Kohász                                     | 14,23    |
| 400 m gát              | Simon Balla István Dunaújvárosi Kohász                                 | 51,23    | Takács István Újpesti Dózsa                                            | 51,37    | Takács József Diósgyőri VTK                                                | 51,63    |
| 3000 m akadály         | Markó Gábor Bp. Honvéd                                                 | 8:35,30  | Balogh Gyula Szekszárdi Dózsa                                          | 8:35,69  | Szénégető István Kazincbarcikai Vegyész                                    | 8:48,79  |
| 20 km gyaloglás        | Sátor László Bp. Honvéd                                                | 1:29:09  | Stankovics Imre Vasas SC                                               | 1:30:13  | Andrásfai Endre Bp. Postás                                                 | 1:30:50  |
| 50 km gyaloglás        | Domján Miklós Szombathelyi Haladás                                     | 4:10:29  | Sátor László Bp. Honvéd                                                | 4:17:20  | Dalmati János Bp. Honvéd                                                   | 4:22,45  |
| magasugrás             | Gerstenbrein Tibor Csepel SC                                           | 220 cm   | Széles István Bp. Honvéd                                               | 220 cm   | Major István Volán SC                                                      | 217 cm   |
| távolugrás             | Szalma László Bp. Vasas                                                | 801 cm   | Pálóczi Gyula Nyíregyházi VSSC                                         | 791 cm   | Kövesi Tibor Csepel SC                                                     | 757 cm   |
| hármasugrás            | Bakosi Béla Nyíregyházi VSSC                                           | 16,50 m  | Kiss Tibor MTK-VM                                                      | 16,21 m  | Paál László Bp. Honvéd                                                     | 15,97 m  |
| rúdugrás               | Salbert Ferenc Csepel SC                                               | 530 cm   | Makó Ernő Bp. Spartacus                                                | 520 cm   | Franke László Bp. Honvéd                                                   | 510 cm   |
| súlylökés              | Kácsor István Újpesti Dózsa                                            | 18,72 m  | Ladányi Zsigmond SZEOL AK                                              | 18,37 m  | Várkonyi Gábor MTK-VM                                                      | 17,87 m  |
| diszkoszvetés          | Csiszár Ferenc MTK-VM                                                  | 60,22 m  | Fejér Géza Volán SC                                                    | 58,94 m  | Németh László Haladás                                                      | 58,08 m  |
| gerelyhajítás          | Paragi Ferenc Csepel SC                                                | 79,26 m  | Németh Miklós Vasas SC                                                 | 78,64 m  | Szoboszlay Péter SZEOL AK                                                  | 78,44 m  |
| kalapácsvetés          | Tánczi Tibor Haladás                                                   | 73,46 m  | Szitás Imre Haladás                                                    | 72,50 m  | Tamás Gábor Bp. Építők                                                     | 71,78 m  |
| tízpróba               | Hoffer József Tatabányai Bányász                                       | 7561     | Kiss Árpád Újpesti Dózsa                                               | 73,55 m  | Adamik Zoltán KSC                                                          | 7342     |
| maraton                | Szekeres Ferenc Csepel SC                                              | 2:17:58  | Szekeres János Bp. Építők                                              | 2:19,35  | Jenkei András Vasas SC                                                     | 2:19,58  |
| kis mezei futás (6 km) | K. Szabó Gábor Debreceni MVSC                                          | 17:58,0  | Kadlót Zoltán Salgótarjáni TC                                          | 18:03,0  | Orosz József Kazincbarcikai Vegyész                                        | 18:03,0  |
| mezei futás (12 km)    | Kerékjártó István Újpesti Dózsa                                        | 36:21,0  | Bauer Attila Komlói Bányász                                            | 36:23,0  | Szekeres Ferenc Csepel SC                                                  | 36:23,0  |
| csapat 20 km gyaloglás | Andrásfai Endre Éder Ferenc Hudi Rudolf Bp. Postás                     | 4:39:21  | Nagy Zsolt Kánya Sándor Angyalosi János Diósgyőri VTK                  | 4:47,09  | Ványa József Sipos István Tari János Szegedi VSE                           | 4:50,42  |
| csapat 50 km gyaloglás | Dalmati János Sátor László Veréb Rudolf Bp. Honvéd                     | 13:13:02 | Andrásfai Endre Éder Ferenc Hunya Péter Bp. Postás                     | 14:11:03 | Danovszky Ferenc Szálas Menyhért Jung András Bp. Építők                    | 14:13,09 |
| csapat maraton         | Borok József Kiss Zoltán Varga Miklós Volán SC                         | 7:09:26  | Kerékjártó István Fancsali András Kőszegi Zoltán Újpesti Dózsa         | 7:21,57  | Szekeres János Fülöp József Kovács Gyula Bp. Építők                        | 7:25,27  |
| csapat kis mezei futás | Golács Miklós Gonda Tibor Szekeres János Bp. Építők                    | 32       | Orosz József Szénégető István Fekete Sándor Kazincbarcikai Vegyész     | 37       | Szvoboda János Horváth Béla Brenner Pál Ferencvárosi TC                    | 49       |
| csapat mezei futás     | Fancsali András Fekete Tibor Kerékjártó István Újpesti Dózsa           | 17       | Bauer Attila Kis-Király Ernő Homoki Vince Komlói Bányász               | 27       | Kiss Zoltán Varga Miklós Borka Gyula Volán SC                              | 29       |

### Nők
| Versenyszám        | Arany                                                                    | Arany    | Ezüst                                                                    | Ezüst                | Bronz                                                                    | Bronz                |
| ------------------ | ------------------------------------------------------------------------ | -------- | ------------------------------------------------------------------------ | -------------------- | ------------------------------------------------------------------------ | -------------------- |
| 100 m              | Juhász Erzsébet Szolnoki MÁV MTE                                         | 11,62    | Hrács Piroska Nyíregyházi VSSC                                           | 11,77                | Németh Ilona Bp. Spartacus                                               | 11,80                |
| 200 m              | Forgács Judit Tatabányai Bányász                                         | 24,10    | Juhász Erzsébet Szolnoki MÁV MTE                                         | 24,26                | Pál Ilona Hatvani Kinizsi                                                | 24,44                |
| 400 m              | Forgács Judit Tatabányai Bányász                                         | 52,47    | Pál Ilona Hatvani Kinizsi                                                | 53,63                | Petrika Ibolya Nyíregyházi VSSC                                          | 54,22                |
| 800 m              | Mohácsi Éva Tatabányai Bányász                                           | 2:09,52  | Péley Bernadett Pécsi MSC                                                | 2:09,98              | Lombos Éva Bp. Építők                                                    | 2:10,02              |
| 1500 m             | Wéninger Katalin Tatabányai Bányász                                      | 4:16,50  | Jankó Ilona Ajkai Alumínium                                              | 4:17,41              | Péley Bernadett Pécsi MSC                                                | 4:18,31              |
| 3000 m             | Szabó Karolina Csepel SC                                                 | 9:15,3   | Jankó Ilona Ajkai Alumínium                                              | 9:16,4               | Jakab Erzsébet Győri Dózsa                                               | 9:20,8               |
| 4 × 100 m          | Nagy Mária Petrika Ibolya Tóth Zsuzsa Hrács Piroska Nyíregyházi VSSC     | 46,81    | Csüri Zsuzsa Gyovai Gertrud Sehr Erika Orosz Irén Újpesti Dózsa          | 47,32                | Juhász Erzsébet Gyöngy Ibolya Molnár Judit Horváth Irén Szolnoki MÁV MTE | 47,45                |
| 4 × 200 m          | Nagy Mária Petrika Ibolya Tóth Zsuzsa Hrács Piroska Nyíregyházi VSSC     | 1:37,24  | Juhász Erzsébet Gyöngy Ibolya Molnár Judit Horváth Irén Szolnoki MÁV MTE | 1:38,80              | Csüri Zsuzsa Gyovai Gertrud Sehr Erika Orosz Irén Újpesti Dózsa          | 1:39,08              |
| 4 × 400 m          | Jurbán Éva Wéninger Katalin Mohácsi Éva Forgács Judit Tatabányai Bányász | 3:40,66  | Nagy Mária Petrika Erzsébet Szepesi Éva Petrika Ibolya Nyíregyházi VSSC  | 3:40,99              | Virágh Szilvia Sárfi Noémi Gőcze Andrea Bangó Éva Haladás                | 3:47,25              |
| 4 × 800 m          | Szabó Karolina Babinyecz Józsefné Czene Zsuzsa Váczi Éva Csepel SC       | 8:56,1   | Naszályi Nóra Király Anikó Jeszenszki Ágnes Petrik Éva Vasas SC          | 9:18,1               | Laczkó Molnár Gizella Magyar Erzsébet Lombos Éva Építők SC               | 9:30,5               |
| 100 m gát          | Siska Xénia Bp. Vasas                                                    | 13,49    | Baranyai Ildikó BEAC                                                     | 13,65                | Tarjányi Eszter Bp. Honvéd                                               | 13,74                |
| 400 m gát          | Gyovai Gertrúd Újpesti Dózsa                                             | 59,47    | Tarjányi Eszter Bp. Honvéd                                               | 59,59                | Czene Zsuzsa Csepel SC                                                   | 59,62                |
| magasugrás         | Sterk Katalin Tatabányai Bányász                                         | 190 cm   | Béla Emese Csepel SC                                                     | 187 cm               | Juha Olga Vasas SC                                                       | 184 cm               |
| távolugrás         | Vanyek Zsuzsa Bp. Építők                                                 | 669 cm   | Novobáczky Klára Bp. Építők                                              | 631 cm               | Dancsa Zsuzsa Vasas SC                                                   | 610 cm               |
| súlylökés          | Horváth Viktória Szombathelyi Haladás                                    | 16,88 m  | Armuth Edit Ferencvárosi TC                                              | 15,91 m              | Pallay Sándorné Diósgyőri VTK                                            | 15,47 m              |
| diszkoszvetés      | Herczeg Ágnes Bp. Vasas                                                  | 56,88 m  | Csőke Katalin Csepel SC                                                  | 56,66 m              | Pallay Sándorné Diósgyőri VTK                                            | 56,46 m              |
| gerelyhajítás      | Janák Mária Csepel SC                                                    | 61,38 m  | Malovecz Zsuzsa Újpesti Dózsa                                            | 55,14 m              | Hartai Katalin TFSE                                                      | 54,92 m              |
| ötpróba            | Vanyek Zsuzsa Bp. Építők                                                 | 5959     | Bebesi Gabriella Videoton                                                | 5850                 | Novobáczky Klára Bp. Építők                                              | 5829                 |
| maratoni futás     | Szabó Karolina Csepel SC                                                 | 2:38:03  | Schaffner Antónia VOSE                                                   | 2:41,36              | Hudi Rudolfné Bp. Postás                                                 | 2:50,26              |
| mezei futás (4 km) | Jankó Ilona Ajkai Alumínium                                              | 13:59    | Szabó Karolina Csepel SC                                                 | 14:05                | Babinyecz Józsefné Csepel SC                                             | 14:10                |
| csapat maraton     | Molnár Gabriella Pócza Ildikó Surányi Ibolya Bp. Építők                  | 10:06:22 | Több induló nem volt                                                     | Több induló nem volt | Több induló nem volt                                                     | Több induló nem volt |
| csapat mezei futás | Babinyecz Józsefné Szabó Karolina Váczi Éva Csepel SC                    | 23       | Felsőbüki Klára Petrik Éva Király Anikó Vasas SC                         | 40                   | Noszály Edit Horányi Zsuzsa Tóth Mária Nyíregyházi VSSC                  | 41                   |

### Téli dobóbajnokság
Férfiak
| Versenyszám   | Arany                  | Arany   | Ezüst                   | Ezüst   | Bronz                    | Bronz   |
| ------------- | ---------------------- | ------- | ----------------------- | ------- | ------------------------ | ------- |
| diszkoszvetés | Győri Lajos Bp. Építők | 55,18 m | Szabó László MTK-VM     | 54,26 m | Németh László Haladás    | 53,24 m |
| kalapácsvetés | Tamás Gábor Bp. Építők | 69,82 m | Sinka Albert Bp. Építők | 67,88 m | Vida József Haladás      | 67,50 m |
| gerelyhajítás | Temesi András Vasas SC | 80,86 m | Paragi Ferenc Csepel SC | 80,06 m | Valkusz Tamás Bp. Építők | 73,34 m |

Nők
| Versenyszám   | Arany                     | Arany   | Ezüst                  | Ezüst   | Bronz                       | Bronz   |
| ------------- | ------------------------- | ------- | ---------------------- | ------- | --------------------------- | ------- |
| diszkoszvetés | Csőke Katalin Csepel SC   | 56,54 m | Herczeg Ágnes Vasas SC | 55,70 m | Kripli Márta Bakony Vegyész | 51,20 m |
| gerelyhajítás | Fekete Viktória Pécsi MSC | 57,36 m | Gál Judit Bp. Építők   | 44,58 m | Mestyán Judit Pécsi MSC     | 38,80 m |

## Magyar atlétikai csúcsok
- n. 4 × 100 m 44.34 ocs. Női válogatott (Siska, Juhász, Németh, Orosz) Budapest 6. 26.
- 4 × 200 m 1:21.73 ocs. Férfi válogatott (Kovács A., Babály, Tatár, Nagy I.) Párizs 7. 9.
- 4 × 1500 m 15:09.3 ocs. Tatabányai Bányász SC (Liczul, Molnár, Szalai. Zöld) Budapest 9. 25.
- n. fp. 200 m 23.61 ocs. Orosz Irén Ú. Dózsa Milánó 3. 6.
- n. fp. magasugrás 199 cm ocs. Sterk Katalin TBSC Milánó 3. 7.